# 兵家綺
兵家绮（1973年12月9日—），本名兵佳琪，台灣女演員。有西拉雅族血統，從小學習芭蕾舞，曾任華航空姐，3年約滿後離職，踏入演藝圈
。

## 作品
| 年份   | 頻道       | 劇名                       | 角色   | 備註         |
| 1998年 | 八大戲劇台 | 推理劇場-鐵口直斷殺人事件  | 董天機 |              |
| 1998年 | 民視       | 《真命天子》               | 白少芳 |              |
| 1999年 | 華視       | 《台灣靈異事件》鬼帖       | 兵小萍 |              |
| 1999年 | 華視       | 《台灣靈異事件》五戒       | 賴秀怡 |              |
| 1999年 | 華視       | 《台灣靈異事件》憐鬼       | 曾小茹 |              |
| 1999年 | 三立台灣台 | 《戲說台灣》鬼廟有應公     | 阿惠   |              |
| 2000年 | 民視       | 《長男的媳婦》             | 艾咪   |              |
| 2001年 | 華視       | 《觀世音》空笑夢           | 陳雪梅 |              |
| 2001年 | 華視       | 《才子佳人乾隆皇》         | 琴兒   |              |
| 2002年 | 民視       | 《不了情》                 | 秀娟   |              |
| 2002年 | 三立台灣台 | 《戲說台灣》纏足醫生       | 林青蓮 |              |
| 2002年 | 三立台灣台 | 《戲說台灣》戲班的藏寶     | 明珠   |              |
| 2003年 | 中視       | 《文英ㄟ厝邊》             | 陳小紅 |              |
| 2003年 | 三立台灣台 | 《戲說台灣》虎爺公傳奇     | 麗花   |              |
| 2003年 | 三立台灣台 | 《戲說台灣》千年鰻精       | 林哲男 |              |
| 2003年 | 三立台灣台 | 《戲說台灣》乞食老公祠     | 林秋霞 |              |
| 2003年 | 三立台灣台 | 《戲說台灣》痘公痘婆       | 王錦鈺 |              |
| 2004年 | 台視       | 《台灣百合》               | 楊淑芬 |              |
| 2004年 | 三立台灣台 | 《戲說台灣》十三婆姐       | 阿金   |              |
| 2004年 | 三立台灣台 | 《戲說台灣》天妃火鎮地頭蛇 | 媽祖   |              |
| 2004年 | 三立台灣台 | 《戲說台灣》五馬拖車穴     | 蔡美玉 |              |
| 2004年 | 三立台灣台 | 《戲說台灣》天聾地啞       | 李鳳櫻 |              |
| 2005年 | 台視       | 《我最愛的人》             | 孫麗卿 |              |
| 2005年 | 華視       | 《生命的太陽》             | 周琳達 |              |
| 2005年 | 三立台灣台 | 《戲說台灣》鰻耳三斤十二兩 | 王玉琴 |              |
| 2005年 | 八大戲劇台 | 《燃燒天堂》               | 江靜香 |              |
| 2005年 | 三立台灣台 | 《戲說台灣》冤家石         | 李月娥 |              |
| 2005年 | 三立台灣台 | 《戲說台灣》火燒大士爺     | 許迎春 |              |
| 2005年 | 三立台灣台 | 《戲說台灣》無鹽女         | 陳秀鑾 |              |
| 2005年 | 三立台灣台 | 《戲說台灣》畚箕婆         | 張鳳英 |              |
| 2005年 | 三立台灣台 | 《戲說台灣》還春嬤         | 黃金印 |              |
| 2005年 | 三立台灣台 | 《戲說台灣》斷頭龜傳奇     | 何蕊   |              |
| 2006年 | 華視       | 《水色嘉南》               | 方春子 |              |
| 2006年 | 民視       | 《黑貓大旅社》             | 娜娜   |              |
| 2006年 | 三立台灣台 | 《戲說台灣》孝子雷公蛋     | 江牡丹 |              |
| 2006年 | 三立台灣台 | 《戲說台灣》五爪豬討命     | 蔡月瑛 |              |
| 2007年 | 三立台灣台 | 《戲說台灣》媽祖掠乩身     | 劉淑暖 |              |
| 2007年 | 民視       | 《愛》                     | 何曉莉 |              |
| 2008年 | 民視       | 《濟公》                   | 石美娘 |              |
| 2008年 | 民視       | 《娘家》                   | 李明秀 |              |
| 2009年 | 民視       | 《夜市人生》               | 王淑女 |              |
| 2011年 | 民視       | 《父與子》                 | 黃明月 |              |
| 2011年 | 大愛電視台 | 《畫人生》                 | 林瑞雲 |              |
| 2012年 | 大愛電視台 | 《家好月圓》               | 游素蓮 |              |
| 2013年 | 大愛電視台 | 《心願》                   | 顏媄姈 |              |
| 2014年 | 大愛電視台 | 《頂坡角上的家》           | 林葉母 |              |
| 2014年 | 大愛電視台 | 《春泥》                   | 劉品君 |              |
| 2014年 | 民視       | 《龍飛鳳舞》               | 王月鳳 |              |
| 2016年 | 民視       | 《春花望露》               | 田阿桃 |              |
| 2016年 | 大愛電視台 | 《家有滿子》               | 魏滿子 |              |
| 2017年 | 民視       | 《幸福來了》               | 賴桂英 |              |
| 2018年 | 大愛電視台 | 《在愛之外》               | 王珠美 |              |
| 2019年 | 民視       | 《多情城市》               | 楊美鈴 |              |
| 2020年 | 大愛電視台 | 《歲歲年年》               | 蕭藝   | 片頭舞蹈設計 |
| 2022年 | 民視       | 《決勝的揮拍》             | 錢嫂   |              |
| 2023年 | 大愛電視台 | 《早點回家》               | 珊妮   |              |
| 2023年 | 民視       | 《市井豪門》               | 張美芳 |              |
| 2024年 | 民視       | 《愛的榮耀》               | 祝寶惜 |              |

| 年份 | 片名                 | 角色 | 導演   | 備註 |
| 2020 | 《木蘭特工之藏寶圖》 | 養母 | 王毓雅 |      |

## 外部連結
- 鳳凰藝能－兵家綺 （页面存档备份，存于）
- 兵家綺的Facebook專頁